# Villaverde del Río
Villaverde del Río è un comune spagnolo di 6 377 abitanti situato nella comunità autonoma dell'Andalusia.

## Geografia fisica
Il comune è situato sulla sponda destra del Guadalquivir.